# Entente sportive Pays d'Uzès
Maillots
L'Entente sportive Pays d'Uzès est un club français de football basé à Uzès et fondé en 2005 sous le nom d'Entente sportive Uzès Pont du Gard par la fusion de l’Entente sportive du Pont du Gard et de l'Entente sportive Gallia Club d’Uzès.
L'ES Pont du Gard et l'ES Gallia Club d’Uzès sont deux clubs importants de la région d'Uzès lorsque naît l'idée d'une fusion nécessaire à la poursuite des activités de ces deux clubs à un bon niveau. Alors que les équipes fanions des deux clubs évoluent en Promotion d’Honneur A (division de district), le nouveau club connaît une ascension fulgurante en vivant cinq montées, de la Promotion d’Honneur A au National, en seulement sept ans. Après deux saisons à ce niveau, le club finit dernier de National et est par la suite rétrogradé administrativement par la DNCG en CFA 2. La saison suivante, le club est placé en liquidation judiciaire, change de nom et redémarre depuis les championnats départementaux.
Le club évolue en Régional 1 depuis la saison 2016-2017, après avoir fini premier de son groupe de Division d'Honneur Régionale en 2017.
Le club gardois évolue actuellement au stade Pautex, petite enceinte de la ville d'Uzès.

## Histoire

### La genèse du club (2005)
L'ES Gallia club d’Uzès
L'ES Gallia Club d'Uzès est un club fondé en 1907 qui va évoluer dans l'anonymat jusque dans les années 1960, quand il atteint la Division d'honneur du Sud-Est. Après une dizaine d'années passées à nouveau dans l'anonymat des divisions de district, le club remonte et atteint en 1983 la Division 4 où le club évolue trois saisons avant de replonger dans l'oubli jusqu'à sa fusion avec l'ESPG.
L'Entente sportive Pont-du-Gard
L'Entente sportive Pont-du-Gard est un club déjà issu d'une fusion entre une multitude de clubs des villages aux alentours du Pont du Gard (Arpaillargues, Fournès, Remoulins, Saint-Siffret, Vers-Pont-du-Gard)[réf. nécessaire]. Ce club n'a jamais vraiment percé au niveau régional lorsque les dirigeants décident d'accepter de fusionner avec le voisin uzétien.
La fusion
L’Entente sportive Uzès Pont du Gard résulte d'un rapprochement entre l'ES Pont-du-Gard et l'ES Gallia Club d'Uzès, qui débute en 2003 et qui consiste dans un premier temps, à un rapprochement des catégories de jeunes des deux clubs. La fusion définitive a lieu le 9 juin 2005 afin d'assurer la survie de ces clubs et de continuer à jouer les premiers rôles.

### De la PHA au CFA2 (2005-2010)
Alors entraîné par Fréderic Arpinon, l’ESUPG grimpe de la Promotion d'Honneur A du district Gard-Lozère à la CFA 2 en seulement deux ans.
À la suite de cette montée, Ramzi Youssefi, alors entraîneur-adjoint, succède à Fréderic Arpinon, et Pierre Mosca, l'ancien joueur du Montpellier Hérault SC et de l'AS Monaco, rejoint le club en tant que directeur sportif, ses qualités humaines et son expérience de joueur et d’entraîneur de haut niveau justifiant ce choix,.
Pour la première saison du club au cinquième échelon du football français, les résultats sont plutôt satisfaisants, l’Entente occupant une honorable septième place et remportant la Coupe Gard Lozère alors que l'équipe des -13 ans remportent la Coupe de la Région face au voisin montpelliérain.
Pour justifier les ambitions de son club de monter rapidement en CFA, le président Serge Remon avance que les déplacements de l'échelon supérieur (Lyon, Grenoble, Villefranche...) ne sont guère plus importants que ceux de CFA 2, d'autant plus que l’aide de la fédération française de football est plus importante pour aider à équilibrer le budget. D’ailleurs, le président se félicite tous les ans que la direction nationale du contrôle de gestion (DNCG) lui présente ses félicitations quant à la gestion de son club.

### Le CFA, le National et la chute (2010-2015)
Avec la montée en CFA, les Uzétiens deviennent le deuxième club gardois, derrière le prestigieux Nîmes Olympique qui se trouve seulement à l'échelon supérieur. Une position également confortée en région Languedoc-Roussillon, où seul le RCO Agathois, rivalise au niveau amateur puisque les deux équipes terminent 12e et 13e en 2011.
Le secret d'une telle réussite réside en partie dans l’attractivité du club pour les jeunes des villages voisins. D'ailleurs, à l'instar d'autres clubs comme l'Évian Thonon Gaillard FC, l’Entente Sportive Uzès Pont du Gard couvre plusieurs communes (Arpaillargues, Fournès, Remoulins, Saint-Siffret, Uzès et Vers-Pont-du-Gard), chacune apportant, à la hauteur de ses moyens, sa contribution financière ou structurelle (stades).
Le 19 mai 2012, le club bat l'AS Béziers (1-0) et ne peut plus être rattrapé par ses poursuivants, à deux journées du terme du championnat, le club accède ainsi au National pour la première fois de son histoire.
En mai 2014, soit deux ans après être montée en National, le club gardois est relégué en terminant à la dernière place du championnat. Après avoir été relégué administrativement par la DNCG, le club d'Uzès évolue lors de la saison 2014-2015 en CFA 2.
La saison suivante, le club ne remporte qu'un seul match lors de la première journée avant d’enchaîner par une série de défaites ne parvenant à faire que deux matchs nuls lors de la suite du championnat, perdant 23 des 26 matchs disputés lors de cette saison et est rétrogradé en Division d'Honneur pour la saison suivante. Placé en liquidation judiciaire à la fin de la saison, les dirigeants décident de fusionner avec l'AS Montaren et devient l'ES Pays d'Uzès qui se retrouve rétrogradé en Division de District.

## Image et identité
Les couleurs du clubs sont le rouge et le noir qui sont les anciennes couleurs de l'ES Gallia Club d’Uzès[réf. nécessaire].
Lors de la création du club, le nouveau blason est créé à l'aide des deux blasons de ses clubs fondateurs, mettant tout de même en avant le Pont du Gard, symbole du Gard et de la région uzétienne[réf. nécessaire].
Lors de l'intersaison 2013, le club fait peau neuve et présente un nouveau logo totalement relooké pour fêter sa deuxième saison en National. À la suite de la liquidation, le club change une nouvelle fois de logo en 2015.

## Palmarès et records
À l'issue de la saison 2017-2018, l'ES Uzès Pont du Gard totalise 2 participation en National, 2 participations en CFA et 4 participations en CFA 2.
Le club a participé à 12 éditions de la coupe de France.
Le tableau ci-dessous récapitule tous les matchs officiels disputés par le club dans les différentes compétitions nationales à l'issue de la saison 2017-2018 :
| Championnats        | Saisons | Titres | J   | G  | N  | P  | Bp  | Bc  | Diff |
| National            | 2       | 0      | 72  | 15 | 21 | 36 | 56  | 108 | -52  |
| CFA                 | 2       | 0      | 68  | 30 | 22 | 16 | 93  | 69  | +24  |
| CFA 2               | 4       | 0      | 116 | 44 | 23 | 49 | 166 | 178 | -22  |
| Division d'Honneur  | 3       | 1      | 80  | 41 | 20 | 19 | 145 | 82  | +63  |
| DHR                 | 1       | 1      | 22  | 17 | 4  | 1  | 75  | 21  | +54  |
| Promotion Honneur A | 1       | 1      | 24  | 20 | 2  | 2  | 81  | 21  | +40  |
| Coupes nationales   | Saisons | Titres | J   | G  | N  | P  | Bp  | Bc  | Diff |
| Coupe de France     | 13      | 0      |     |    |    |    |     |     |      |

### Palmarès
Le palmarès du club se compose d'une victoire en Division d'honneur du Languedoc-Roussillon et 2 victoires en Coupe Gard-Lozère pour deux finales perdues.
| Compétitions nationales                                               | Compétitions régionales |
| - Championnat de France National - Meilleur classement : 16e en 2013. | - Division d'honneur du Languedoc-Roussillon (1) - Champion : 2007. - Division d'honneur Régionale du Languedoc-Roussillon (1) - Champion : 2017. - Promotion d'Honneur A (1) - Champion : 2016. - Coupe Gard-Lozère (1) - Vainqueur : 2008, 2022. - Finaliste : 2007, 2010. |

## Structures du club
| \| Stade Pautex \| Emplacement des différents · stades à Uzès. |
| Stade Pautex                                                   |

### Stades
Le stade principal du club est le stade Pautex qui comprend un gymnase, un terrain de foot, une salle de boxe, une salle de tir à l'arc et un plateau sportif extérieur. Il est situé sur l'avenue Alteirac à Uzès.
Le club utilise également pour les seniors comme terrain d'entrainement, le Complexe André Rancel à Uzès mais d'autres stade sont également utilisés sur différentes communes pour les autres équipes du club.

### Aspects juridiques et économiques
Organigramme
| Direction                                                                                | Sportif |
| ---------------------------------------------------------------------------------------- | ------- |
| Président : Ahmed maharzi Trésorier : Bernard Callet Secrétaire général : Mohamed Tsouri |         |

## Joueurs et personnalités

### Entraîneurs et présidents
Quatre présidents se sont succédé à la tête du club depuis sa création, Serge Remon qui décède le 25 juin 2013 alors qu'il occupé toujours cette fonction et Jean Laurent le vice-président d'alors qui assure l'intérim à la suite de cette triste nouvelle pour le club gardois avant que Patrick Laisne de la Couronne ne prenne la relève en septembre 2013. En 2015 à la suite de la liquidation judiciaire du club, c'est Jean-Pierre Laurent qui prend les rênes du club pour essayer de reconstruire une équipe de niveau national. Par contre le club a connu plusieurs entraîneurs durant cette période, le premier entraîneur en 2005, était Frédéric Arpinon.
| Rang | Nom                     | Période             |
| ---- | ----------------------- | ------------------- |
| 1    | Frédéric Arpinon        | 2005-2007           |
| 2    | Ramzi Youssefi          | 2007-2009           |
| 3    | ...                     | 2009-2011           |
| 4    | Samuel Cruz             | 2011-2013           |
| 5    | Christian Lariepe       | 2013-déc. 2013      |
| 6    | Thierry Droin (intérim) | Déc. 2013           |
| 7    | Dominique Veilex        | Jan. 2014-2014      |
| 8    | Youssef Bouzar          | 2014-nov. 2019      |
| 9    | André Basile            | Nov. 2019-avr. 2021 |
| 10   | Youssef Bouzar          | mai 2021-           |

| Rang | Nom                    | Période     |
| ---- | ---------------------- | ----------- |
| 1    | Serge Remon            | 2005-2013   |
| 2    | Jean Laurent (intérim) | 2013        |
| 3    | Patrick Laisne         | 2013-2015   |
| 4    | Jean-Pierre Laurent    | Depuis 2015 |

### Autres équipes
Les équipes de jeunes évoluent aux niveaux de la Ligue du Languedoc-Roussillon et du district Gard-Lozère.
| Équipe réserve                                                               | Équipes de jeunes                                                         |
| - Division d'Honneur Régionale du Languedoc-Roussillon (1) - Champion : 2014 | - Coupe de la Région Languedoc-Roussillon -13 ans (1) - Vainqueur : 2008. |